# Skåpsäng

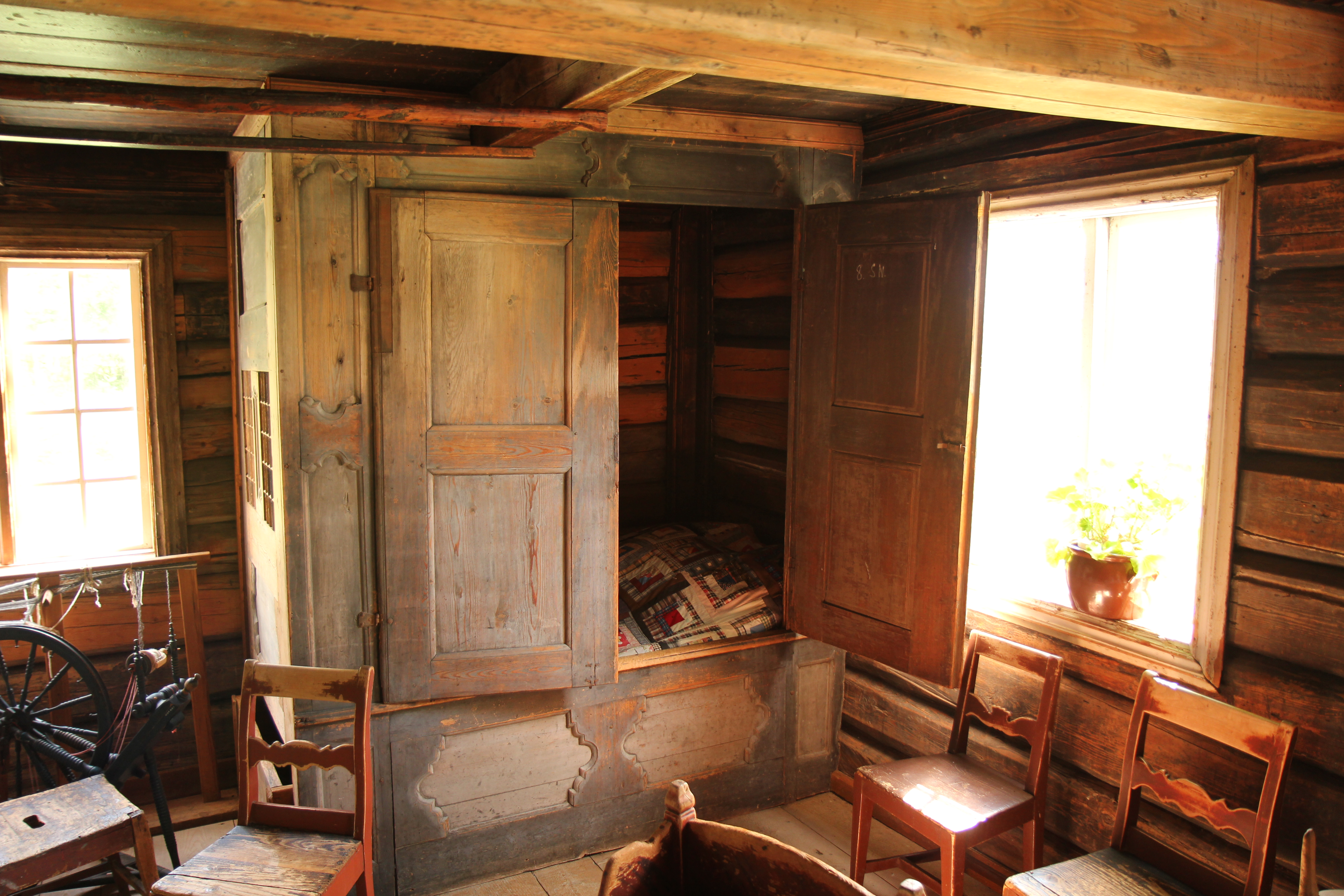
Gammal norsk skåpsäng

Skåpsäng är en i ett hörn inbyggd säng vars gavelsida var utformad som ett skåp. Ordet användes även om en med dörrar försedd säng som liknade ett skåp.
Möbeltypen associeras vanligen till allmogen men var ursprungligen på modet i högreståndsmiljöer. Den äldsta kända skåpsängen har daterats till 1693 och kommer från Söderbärke i Dalarna. Dalarna, liksom Härjedalen och Jämtland hör till de landskap där bruket av skåpsängar levde kvar som längst.